# Jazz at Massey Hall
Jazz at Massey Hall est un double album enregistré en public au Massey Hall de Toronto le 15 mai 1953 par Dizzy Gillespie, Charlie Parker, Bud Powell, Charles Mingus, et Max Roach.
C'est la seule fois où ces cinq musiciens ont enregistré ensemble, et c'est le dernier enregistrement de Parker et Gillespie ensemble.
Pour certains critiques, c'est un album mythique qui marque le sommet de la carrière de Charlie Parker.
L'album est inscrit au « Grammy Hall of Fame » depuis 1995.

## Le concert
Parker jouait sur un saxophone alto Grafton ce jour-là, étant venu à Toronto sans instrument et comme il ne pouvait pas apparaître sous son nom sans faire une entorse à son contrat avec Mercury, il se fit créditer en tant que "Charlie Chan", clin d’œil au détective de fiction de l'époque et à sa compagne Chan Richardson.

## Liste des morceaux

### LP10 pouces
Les LP originaux ont été publiés chez Debut Records en 1953.
Vol. 1
| No | Titre                  | Musique                                     | Durée |
| -- | ---------------------- | ------------------------------------------- | ----- |
| 1. | Perdido (en)           | Juan Tizol, Hans Lengfelder, Ervin M. Drake |       |
| 2. | Salt Peanuts           | Dizzy Gillespie, Kenny Clarke               |       |
| 3. | All the Things You Are | Jerome Kern, Oscar Hammerstein II           |       |
| 4. | 52nd Street Theme      | Thelonious Monk                             |       |

Vol. 2, trio de Bud Powell
| No | Titre                | Musique                                   | Durée |
| -- | -------------------- | ----------------------------------------- | ----- |
| 1. | Embraceable You      | George Gershwin, Ira Gershwin             | 4:21  |
| 2. | Sure Thing           | Bud Powell                                | 2:11  |
| 3. | Cherokee             | Ray Noble                                 | 4:49  |
| 4. | Jubilee              | Clifford Grey, Leo Robin, Vincent Youmans | 3:51  |
| 5. | Lullaby of Birdland  | George Shearing, George David Weiss       | 2:34  |
| 6. | Bass-ically Speaking | Charles Mingus                            | 3:59  |

Vol. 3
| No | Titre               | Musique                          | Durée |
| -- | ------------------- | -------------------------------- | ----- |
| 1. | Wee (Allen's Alley) | Denzil Best                      |       |
| 2. | Hot House           | Tadd Dameron                     |       |
| 3. | A Night in Tunisia  | Dizzy Gillespie, Frank Paparelli |       |

### LP 12 pouces
Le LP original a été publié chez Debut Records en 1956 puis repris par Vogue records en 1956.
| No | Titre                  | Musique                                     | Durée |
| -- | ---------------------- | ------------------------------------------- | ----- |
| 1. | Perdido (en)           | Juan Tizol, Hans Lengfelder, Ervin M. Drake | 7:06  |
| 2. | Salt Peanuts           | Dizzy Gillespie, Kenny Clarke               | 7:30  |
| 3. | All the Things You Are | Jerome Kern, Oscar Hammerstein II           | 7:55  |
| 4. | Wee (Allen's Alley)    | Denzil Best                                 | 6:45  |
| 5. | Hot House              | Tadd Dameron                                | 9:18  |
| 6. | A Night in Tunisia     | Dizzy Gillespie, Frank Paparelli            | 7:33  |

### Intégrale
Une première version est sortie sous le titre The Greatest Jazz Concert Ever en double LP en 1973 chez Prestige. La première version CD est sortie en 1990 chez Giants Of Jazz, Dreyfus Records l'a publié en 2004.
Les pistes 5 à 11 sont sans Parker ni Gillespie :
| No  | Titre                      | Musique                                     | Durée |
| --- | -------------------------- | ------------------------------------------- | ----- |
| 1.  | Perdido (en)               | Juan Tizol, Hans Lengfelder, Ervin M. Drake | 8:16  |
| 2.  | Salt Peanuts               | Dizzy Gillespie, Kenny Clarke               | 7:37  |
| 3.  | All the Things You Are     | Jerome Kern, Oscar Hammerstein II           | 7:14  |
| 4.  | 52nd Street Theme          | Thelonious Monk                             | 0:38  |
| 5.  | Drum Solo                  | Max Roach                                   | 4:34  |
| 6.  | Cherokee                   | Ray Noble                                   | 4:54  |
| 7.  | Embraceable You            | George Gershwin, Ira Gershwin               | 4:22  |
| 8.  | Hallelujah (Jubilee)       | Clifford Grey, Leo Robin, Vincent Youmans   | 3:58  |
| 9.  | Sure Thing                 | Bud Powell                                  | 2:10  |
| 10. | Lullaby of Birdland        | George Shearing, George David Weiss         | 2:13  |
| 11. | I've Got You Under My Skin | Cole Porter                                 | 2:59  |
| 12. | Wee (Allen's Alley)        | Denzil Best                                 | 6:47  |
| 13. | Hot House                  | Tadd Dameron                                | 9:10  |
| 14. | A Night in Tunisia         | Dizzy Gillespie, Frank Paparelli            | 7:33  |

## Musiciens
- Dizzy Gillespie : trompette
- Charlie Parker : saxophone alto
- Charles Mingus : contrebasse
- Bud Powell : piano
- Max Roach : batterie